# Dynamo Chapel
Dynamo Chapel är en svensk musikgrupp, bildad 1998 i Stockholm. Bandets medlemmar kom ursprungligen från Skellefteå.
2002 kom bandets första och enda studioalbum Secrets Surrendered (Before They're Even Kept), utgivet på Warner.

## Medlemmar
Nuvarande medlemmar
- Magnus Ericsson – sång, gitarr (1998–idag)
- Jonas Hällgren – piano, orgel (1998–idag)
- Mårten Lundmark – gitarr (1998–idag)

Tidigare medlemmar
- Patrik Sundqvist – trummor (1999–?)
- Alf Orvesten – basgitarr (2000–?)

Bidragande musiker (studio)
- Henrik Oja – kör
- Kristofer Åström – kör
- Anders Wendin – kör
- Ebbot Lundberg – gitarr, orgel, vissling

## Diskografi
Studioalbum
- 2002 – Secrets Surrendered (Before They're Even Kept)

Singlar
- 2001 – "You'd Only Tear Us Apart" / "Where Are The Good Times" (promo)
- 2002 – "City Bad Boys" / "An Evening At Woody South, KB"
- 2002 – "It's Unforgiveable" / "You'd Only Tear Us Apart (demo version)"
- 2002 – "Come Shine a Light" / "Of Course She Can"